# Karlova Studánka
Karlova Studánka là một làng thuộc huyện Bruntál, vùng Moravskoslezský, Cộng hòa Séc.